# Antiloop
Antiloop – szwedzka grupa muzyczna, powstała w 1994 roku. Założyli ją dwaj przyjaciele z sąsiedztwa Robin Söderman oraz David Westerlund (pseudonim artystyczny David West). Zespół tworzy muzykę electronic dance oraz pop-dance, robi też remixy innych wykonawców. Najbardziej znane utwory Antiloop to: Beauty & The Beast, In My Mind, Trespasser, Believe, Start Rockin oraz Nowhere to Hide. Ich pierwszy album LP w Szwecji został sprzedany w ponad 40 000 egzemplarzy i tym samym otrzymał status złotej płyty. Grupa zakończyła działalność w 2002 roku, od tego czasu David West zajmuje się twórczością artystyczną solowo.

## Dyskografia

### Albumy
- LP (1997)
- Remixed (1998)
- Fastlane People (2000)
- At The Rebel's Room (2002)

### Single
- N.S.F.M.C. - Not Suitable For Mass Consumption EP (1995)
- Purpose In Life EP (1996)
- I Love You (Beauty And The Beast) (1997)
- In My Mind 12" (1997)
- In My Mind (1998) UK CD Release
- Believe (1998)
- In My Mind (1998)
- Trespasser (1998)
- Catch Me (Ft. Timbuktu) (2000)
- Only U
- Start Rockin'